# Clinique de déshomosexualisation
Clinique de déshomosexualisation est le nom donné à un ensemble de centres privés en Équateur, souvent associés à des groupes évangéliques, qui proposent des traitements pour « guérir » de l'homosexualité. Ces centres, qui sont illégaux et se dissimulent souvent derrière la lutte contre l'alcoolisme et la dépendance à la drogue ou comme cure de désintoxication, ont été comptabilisés jusqu'au nombre de deux cents dans ce pays,,.
Ce type de centres a été dénoncé par le Comité d'Amérique latine et des Caraïbes pour la défense des droits humains (Cladem-Ecuador) en 2009, rappelant que l'état devait « prévenir, protéger et garantir qu'aucune personne d'orientation sexuelle différente ne soit internée dans des cliniques privées ou des centres de désintoxication pour être soumise aux prétendus traitements de réorientation sexuelle ». Selon le Cladem, ces centres existaient depuis une dizaine d'années.
Les centres offrent aux parents la « guérison » de leurs enfants, de sorte que souvent les victimes sont séquestrées et forcées à entrer avec l'aide de leurs proches. La Fondation Équité et Genre reçoit quinze plaintes par an de personnes qui ont été internées contre leur volonté. L'association Silueta X a lancé en 2013 une campagne pour fermer ces centres, après la multiplication de ces témoignages.
Les traitements dans ces cliniques peuvent coûter jusqu'à 1500 dollars par mois,. Des témoignages de gays et de lesbiennes passés dans ces centres révèlent que dans certains cas, ces traitements recourent à la violence et à des formes de torture, comme « des filles lesbiennes qui sont violées, ou des gays et des travestis à qui on coupe les cheveux ou que l'on frappe », la thérapie par aversion, la privation de nourriture ou de sommeil.
En 2011, le ministère de la santé publique de l'Équateur a annoncé la fermeture d'une trentaine de centres de ce type. La nouvelle ministre de la santé depuis 2012, la militante lesbienne Carina Vance Mafla, a promis de poursuivre le plan de fermeture de l'année précédente. Des descentes dans trois de ces cliniques ont permis de secourir une douzaine de femmes qui y étaient séquestrées.